# 阿尔法法尔
阿尔法法尔，是西班牙巴伦西亚自治区巴伦西亚省的一个市镇。总面积10平方公里，总人口18622人（2001年），人口密度1862人/平方公里。